# ماهیچه صاف
ماهیچه‌های صاف (به انگلیسی: smooth muscle) شامل ماهیچه‌های خودکار دیواره رگ‌ها و دستگاه گوارش می‌شود و حدود ۱۰٪ از بدن را تشکیل می‌دهند.
فیبرهای ماهیچه صاف بیشتر ۲ تا ۵ میکرومتر قطر داشته و تنها ۲۰ تا ۵۰۰ میکرومتر درازا دارد در حالی که فیبرهای ماهیچه‌های اسکلتی قطری تا ۲۰ برابر آن‌ها داشته و درازایشان تا چندین هزار برابر می‌رسد.
بسیاری از اصول انقباضی دربارهٔ ماهیچه صاف و ماهیچه اسکلتی یکسان است. ماهیچه صاف شبکه آندوپلاسمی صاف با گستردگی کمتری نسبت به سایر ماهیچه‌ها دارد.
اما، «نیروهای جاذبه‌ای میان فیلامان‌های میوزین و اکتین که در ماهیچه صاف کاملاً متفاوت است».
این ماهیچه‌ها شکل دوکی دارند و غیرارادی عمل می‌کنند. سلول‌های بافت ماهیچه‌های صاف بدون انشعاب هستند و یک هسته دارند.ماهیچه های صاف رنگی سفید _صورتی دارند. این نوع ماهیچه به‌طور آهسته منقبض می‌شود ولی انقباض خود را مدت بیشتری نگاه می‌دارد. ماهیچه‌های صاف در انسان فقط در بخش‌های داخلی بدن دیده می‌شوند؛ به جز کیسه بیضه در مردان.

## گونه‌های ماهیچه صاف
ماهیچه‌های صاف هر اندام با ماهیچه صاف بیشتر اندام‌های از چندین نظر تفاوت مشخص دارد. ابعاد فیزیکی، سازمان بندی به گونه دسته‌ها یا صفحه‌ها، پاسخ به گونه‌های گوناگون تحریک‌ها مشخصات حس‌گیری و دیگر با این وجود به خاطر سادگی، ماهیچه‌های صاف را به گونه کلی به دو دسته بزرگ می‌توان بخش کرد.

### ماهیچه صاف چندواحدی
اینگونه ماهیچه صاف از فیبرهای ماهیچه‌ای صاف مجزا پایه‌ریزی شده‌است. هر فیبر گونه کاملاً مستقل از فیبرهای دیگر عمل می‌کند و بیشتر مانند فیبرهای ماهیچه‌ای اسکلتی از یک انتهای عصبی واحد عصب‌گیری می‌کند. افزون بر آن سطوح بیگانه این فیبرها مانند فیبرهای ماهیچه‌های اسکلتی از یک لایهٔ نازک ماده همانند غشا یا مخلوطی از فیبریل‌های کلاژن و گلیکوپروتئین پوشیده می‌شوند که به عایق‌بندی فیبرهای جداگانه از یکدیگر کمک می‌کند. مهم‌ترین ویژگی فیبرهای ماهیچه صاف چند واحدی آن است که هر فیبر می‌تواند به گونه مستقل از فیبرهای دیگر منقبض شود و مهار آن‌ها نیز به گونه بزرگ بدست سیگنال‌های عصبی به انجام می‌رسد. این موضوع برعکس ماهیچه تک واحدی است که در آن مهار بر دوش محرک‌های غیر عصبی است. یک ویژگی اضافی آن این است این ماهیچه‌ها گاهی انقباض‌های خود به خودی نشان می‌دهند. برخی از نمونه‌های ماهیچه صاف چند واحدی که در بدن یافت می‌شوند بر این پایه‌اند فیبرهای ماهیچه‌ای صاف ماهیچه مژگانی چشم، عنبیه چشم، پلک سوم که چشم را در برخی از جانوران پست می‌پوشاند و ماهیچه‌ها راست‌کننده که مایه سیخ شدن موها بر اثر تحریک عصبی سمپاتیک می‌شوند.

### ماهیچه صاف تک واحدی
واژه تک واحدی گمراه‌کننده‌است زیرا به معنی فیبرهای ماهیچه‌ای واحد نیست بلکه به معنی توده کلی از صدها یا میلیون‌ها فیبر ماهیچه‌ای است که با یکدیگر به گونه یک واحد منقبض می‌شوند. فیبرها بیشتر با یکدیگر جمع شده و به گونه صفحات یا دستجاتی در می‌آیند و غشای سلولی آن‌ها در نقاط انبوهی به یکدیگر می‌چسبند به گونه‌ای که نیرویی که در یک فیبر ماهیچه‌ای فرآوری می‌شود، می‌تواند به فیبرهای پس از آن منتقل شود. افزون بر آن غشاهای سلولی بدست محلهای تماس شکافی انبوهی، به یکدیگر ملحق می‌شوند که از راه آن‌ها یونها می‌توانند به آزادی از یک سلول به سلول پس از آن بروند.
به گونه‌ای که پتانسیل‌های عمل یا جریان یونی ساده می‌توانند از یک فیبر به فیبر پس از آن سیر کرده و مایه شوند که فیبرهای ماهیچه‌ای همگی با یکدیگر منقبض شوند. این‌گونه ماهیچه صاف همچنین به چرایی اتصالات دو طرفه در میان فیبرها ماهیچه صاف سن سی تیال نامیده می‌شود. چون این‌گونه ماهیچه در پوسته بیشتر احشا بدن دربرگیرنده روده، مجاری صفراوی، رحم و بسیاری از رگهای خون یافت می‌شود پس، ماهیچه صاف احشایی نیز نامیده می‌شود.

## روند انقباضی در ماهیچه صاف
ماهیچه صاف دارای هم فیلامان‌های اکتین و هم فیلامانهای میوزین است و مشخصات شیمیایی آن‌ها همانند مشخصات شیمیایی فیلامان‌های اکتین و میوزین ماهیچه اسکلتی است.
ماهیچه صاف تروپونین که برای مهار انقباض ماهیچه اسکلتی بایسته‌است، ندارد. پس، مکانیسم مهار انقباض در آن کاملاً متفاوت است.
اختلافات عمده‌ای در سازمان‌بندی فیزیکی ماهیچه صاف و ماهیچه اسکلتی و نیز اختلافاتی در دیگر جنبه‌های عمل ماهیچه صاف از قبیل انقباض، مهار روند انقباضی بدست یونهای کلسیم، مدت انقباض و مقدار انرژی مورد نیاز برای روند انقباضی هست.
ماهیچه صاف دارای همان ترتیب قرار گرفتن فیلامانهای اکتین و میوزین همانند ماهیچه اسکلتی نیست.
در فیبر ماهیچه صاف شمار فراوانی فیلامانهای اکتین دیده می‌شود که به اجسام متراکم Dense Bodies چسبیده‌اند. شماری از این اجسام به نوبه خود به غشای سلول می‌چسبند در حالی که بقیه آن‌ها در سراسر سارکوپلاسم پراکنده‌اند؛ ولی بدست داربستی از پروتئین‌های ساختمانی که یک جسم متراکم را به جسم پس از آن متصل می‌کنند در جای خود به گونه ثابت نگاه داشته می‌شوند. برخی از اجسام متراکم غشای سلولهای مجاور نیز بدست پلهای پروتئینی میان سلولی به یکدیگر چسبانده شده‌اند. به گونه بزرگ از راه این پیوندهاست که نیروی انقباضی از یک سلول به سلول پس از آن انتقال داده می‌شود.
در لابلای فیلامان‌های انبوه اکتین در فیبر ماهیچه‌ای شماری فیلامان‌های میوزین قرار گرفته‌اند. این فیلامان‌ها قطری بیش از دو برابر قطر فیلامان‌های اکتین دارند. در دوره عکس میکروسکوپ الکترونی، انسان بیشتر شمار فیلامانهای اکتین را نزدیک ۱۵ برابر شمار فیلامانهای میوزین می‌یابد.
بخشی از این اختلاف از این حقیقت ناشی می‌شود که، نسبت درازای فیلامان اکتین به درازای فیلامان میوزین در ماهیچه صاف بسیار بزرگتر از ماهیچه اسکلتی است.
بنابراین احتمال دیدن فیلامان‌های اکتین بیش از اندازه افزایش می‌یابد.
با این وجود انسان تحت کارایی کم بودن فیلامان‌های میوزین در برابر فیلامان‌های اکتین قرار می‌گیرد. واحدهای انقباضی ماهیچه صاف بدین سان است که شمار فراوانی از فیلامانهای اکتین به روی یک فیلامان میوزین واحد که در نقطه میان میان اجسام متراکم واقع شده‌است قرار می‌گیرند. این واحد انقباضی همانند واحد انقباضی ماهیچه اسکلتی ولی بدون نظم و ترتیب ساختمان ماهیچه اسکلتی است. به راستی اجسام متراکم ماهیچه صاف همان نقش صفحات Z را در ماهیچه اسکلتی بازی می‌کنند.

## تفاوت انقباض ماهیچه صاف با انقباض ماهیچه اسکلتی
اگر چه بیشتر ماهیچه‌های اسکلتی با شتاب منقبض می‌شوند ولی بیشتر انقباضات ماهیچه صاف از نوع تونیک طولانی است، که گاهی ساعت‌ها یا حتی روزها طول می‌کشد.
بنابراین باید انتظار داشت که هم مشخصات فیزیکی و هم مشخصات شیمیایی ماهیچه صاف در سنجش با ماهیچه اسکلتی متفاوت باشند.
«ماهیچه اسکلتی منحصراً از طریق دستگاه عصبی فعال می‌شود ولی ماهیچه صاف می‌تواند توسط گونه‌های انبوهی از سیگنالها وادار به انقباض شود.»
بدست سیگنالهای عصبی، تحریک هورمونی و کشش ماهیچه و به چند روش دیگر که به علت وجود رسپتورهای پروتئینی بیشتری است که در غشای ماهیچه صاف وجود دارد.